# Šebastovce
Šebastovce est un des quartiers de la ville de Košice.

## Histoire
Première mention écrite[Où ?] du village en 1248.[style à revoir]
La localité fut annexée par la Hongrie après le premier arbitrage de Vienne le 2 novembre 1938. En 1938, on comptait 393 habitants. Elle faisait partie du district de Košice, en hongrois Kassai járás. Le nom de la localité avant la Seconde Guerre mondiale était Žebeš. Durant la période 1938 -1945, le nom hongrois Zsebes était d'usage. À la libération, la commune a été réintégrée dans la Tchécoslovaquie reconstituée.
Le village fut rattaché à la ville de Košice en 1976.